# Sint-Jansgodshuis

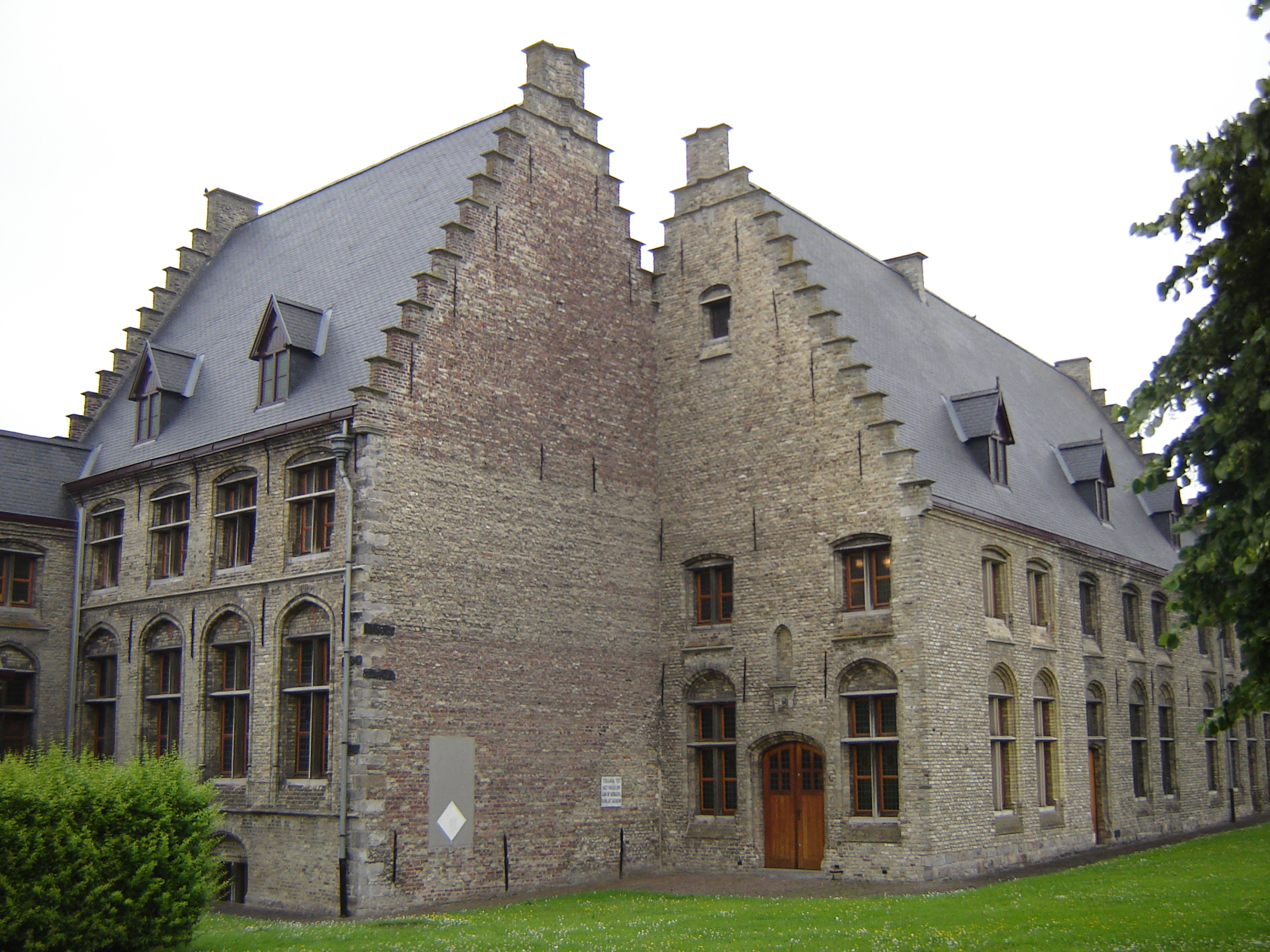
Sint-Jansgodshuis

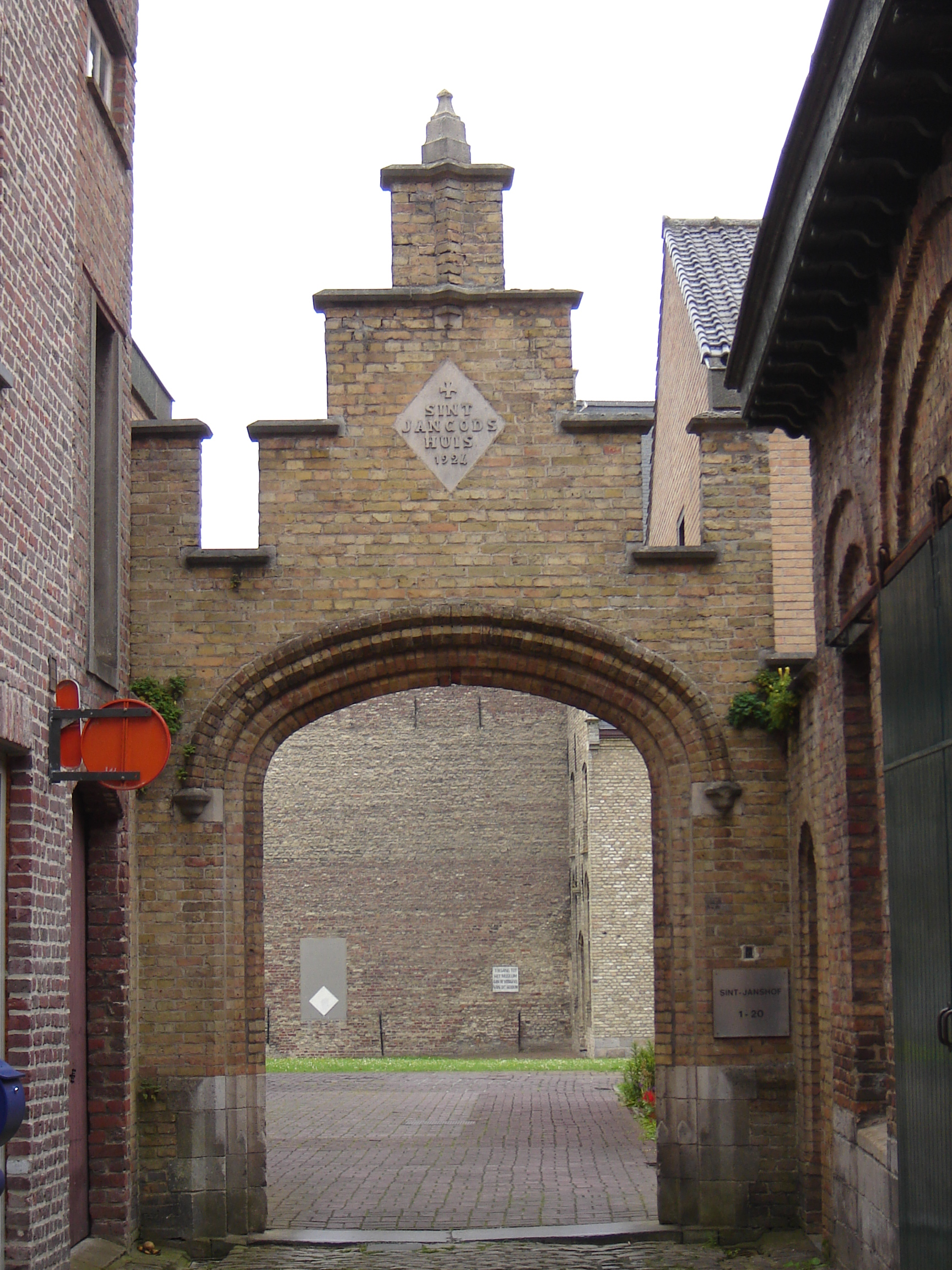
Toegangspoort

Het Sint-Jansgodshuis is een historisch gebouw in de Belgische stad Ieper. Het is een voormalig godshuis, dat tot eind 2017
het Stedelijk Museum van Ieper huisvestte. Sinds september 2019 heeft het sociaal-artistiek project 'Dienst der Gedroomde Gewesten' er zijn intrek genomen.

## Geschiedenis
De geschiedenis van het godshuis gaat terug tot de jaren 1270, toen omwille van een uitvoerverbod van Engelse wol de Ieperse lakennijverheid een crisisperiode kende. De Ieperse patriciër Pieter Broederlam en zijn vrouw Beatrix vormden een deel van hun eigendom ten westen van de Rijselstraat, vlak bij de nu overwelfde Ieperlee, om tot een godshuis, ten behoeve van de armenzorg. In het zogenaamde "passantenliedenhuis" stonden jarenlang zusters in voor de organisatie en verzorging.
Het huidige gebouw gaat terug tot 1555, en is gebouwd in een overgangsstijl van gotiek naar renaissance. Het godshuis werd na het einde van het ancien régime een krijgshospitaal rond 1800 en vanaf 1801 een bejaardentehuis onder beheer van de Burgerlijke Godshuizen.
Tot voor de Eerste Wereldoorlog bestond het complex uit een aantal gebouwen rond een binnenplaats. Het geheel is bereikbaar via overwelf steegje aan de oostkant, uitkomend op de Rijselstraat. Tijdens de oorlog raakte de hele stad Ieper echter zwaar verwoest. De 16de-eeuwse vleugel van het Sint-Jansgodshuis was een van de weinige gebouwen die niet volledig vernield werden. Na de oorlog werd in de jaren 20 het geheel hersteld en wederopgebouwd. Het godshuis werd in 1940 beschermd als monument.  In de periode 1973-1974 werden de kapel en dienstgebouwen gesloopt en er kwamen modernere bejaardenhuisjes op de binnenplaats.

## Museum
In de oude gebouwen werd het Stedelijke Museum van Ieper ondergebracht. In dit museum werd de geschiedenis van de stad getoond en bezitte kunstwerken vanaf de 16de eeuw. Het museum huisvestte ook een ruime collectie van kunstenares Louise De Hem. Een deel van de collectie van het Stedelijk Museum is overgeplaatst naar het Yper Museum in de Lakenhalle.

## Dienst der Gedroomde Gewesten
Sinds september 2019 neemt het sociaal-artistiek project 'Dienst der Gedroomde Gewesten' zijn intrek in het Sint-Jansgodshuis. De ‘Dienst der Gedroomde Gewesten’ nodigt Ieperlingen en streekgenoten met een gedeelde affiniteit voor de stad uit om aan hun gedroomde stad van morgen te bouwen. Door op een sociaal-artistieke manier samen na te denken over, te ontwerpen aan en te experimenteren met de stad, drukken ze hun stempel op de stad, de regio en haar toekomst. Gedurende hun weekendwerking organiseren ze workshops, activiteiten en interventies door voor allen gratis en vrijblijvend toegankelijk zijn.